# Einköpfiges Ferkelkraut
Das Einköpfige Ferkelkraut (Hypochaeris uniflora) ist eine Pflanzenart aus der Gattung der Ferkelkräuter (Hypochaeris) innerhalb der Familie der Korbblütler (Asteraceae).

## Beschreibung

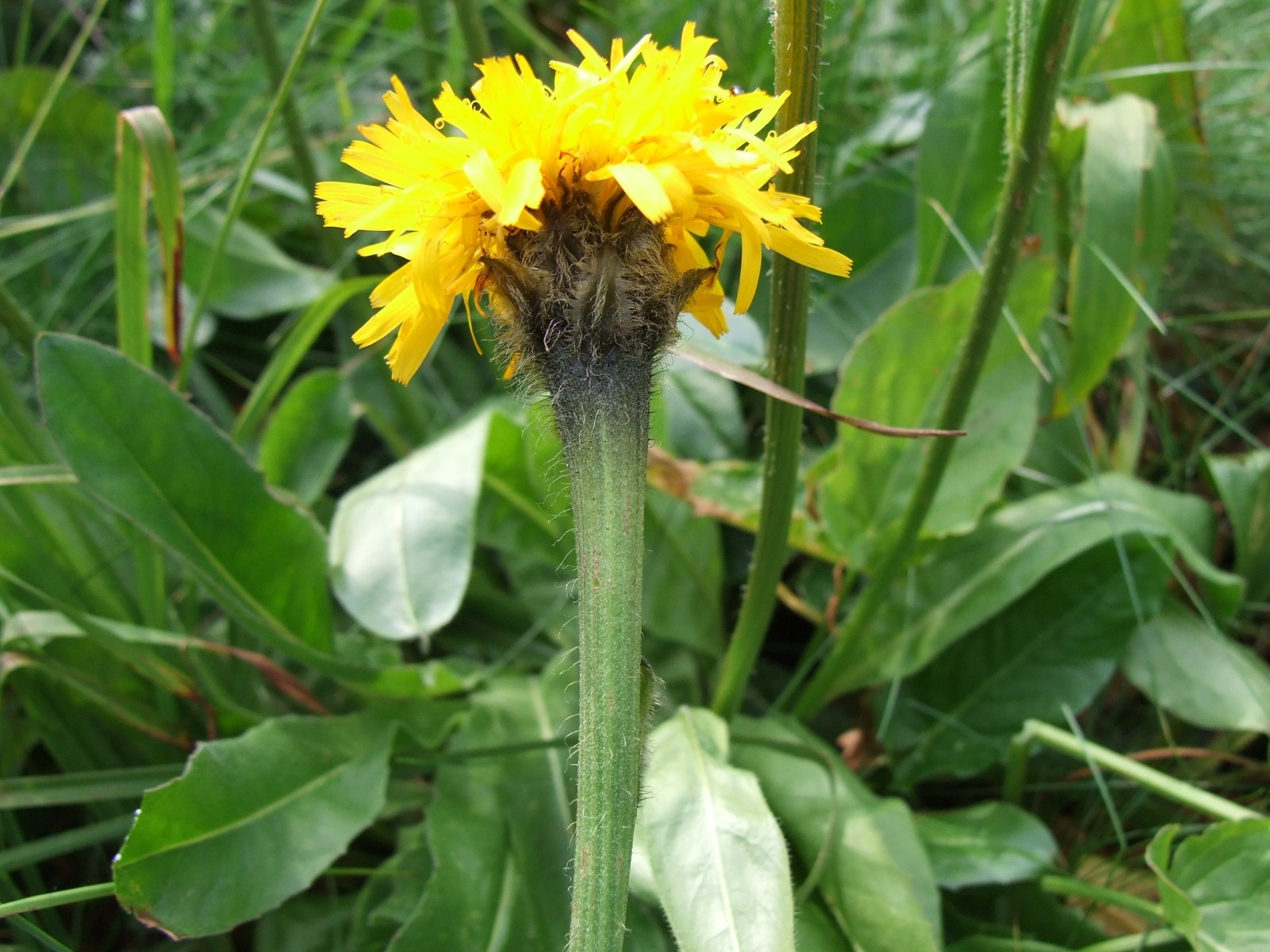
Der behaarte Stängel unterhalb des einzelnstehenden Blütenkörbchens ist verdickt.

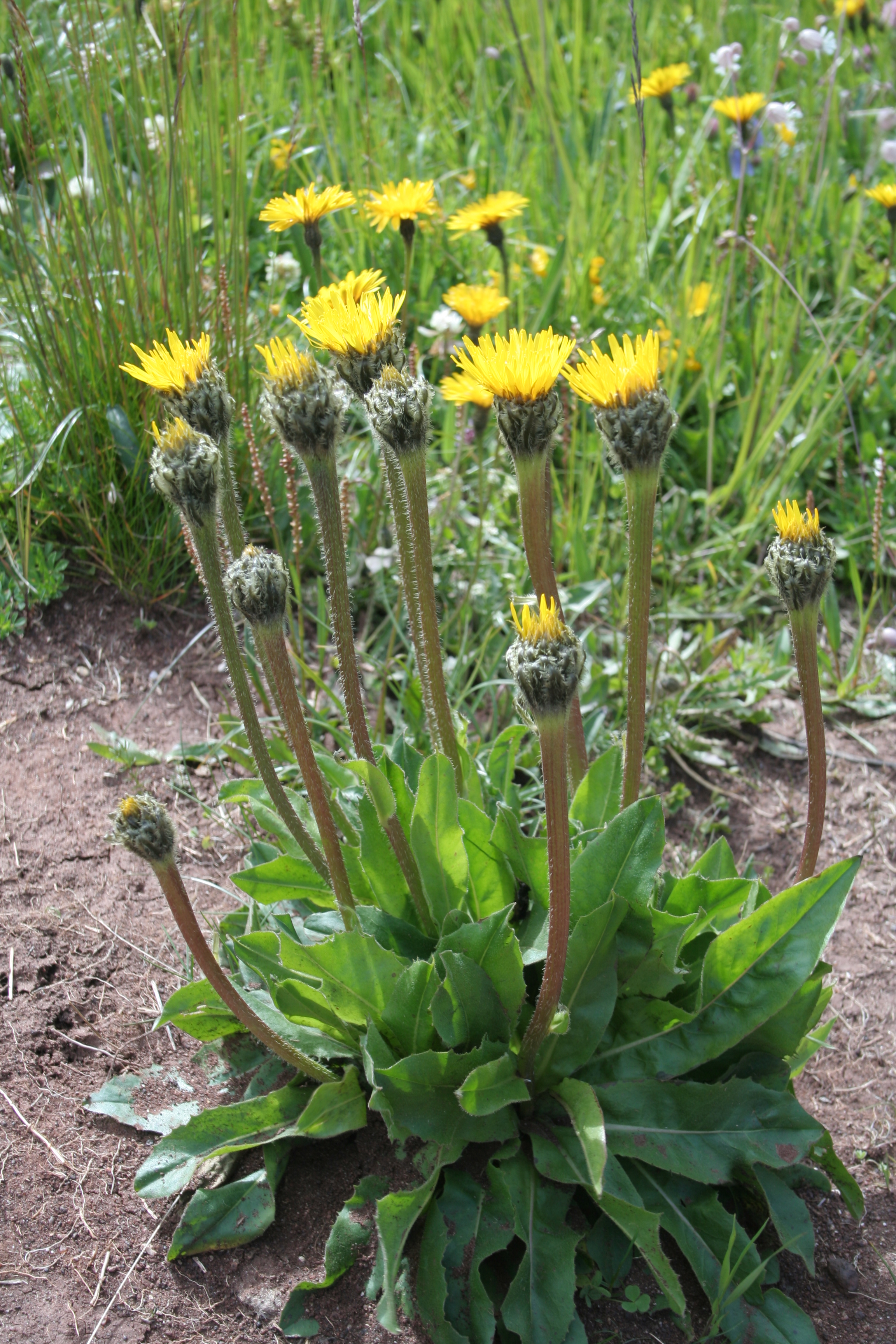
Habitus, Laubblätter und Blütenkörbe

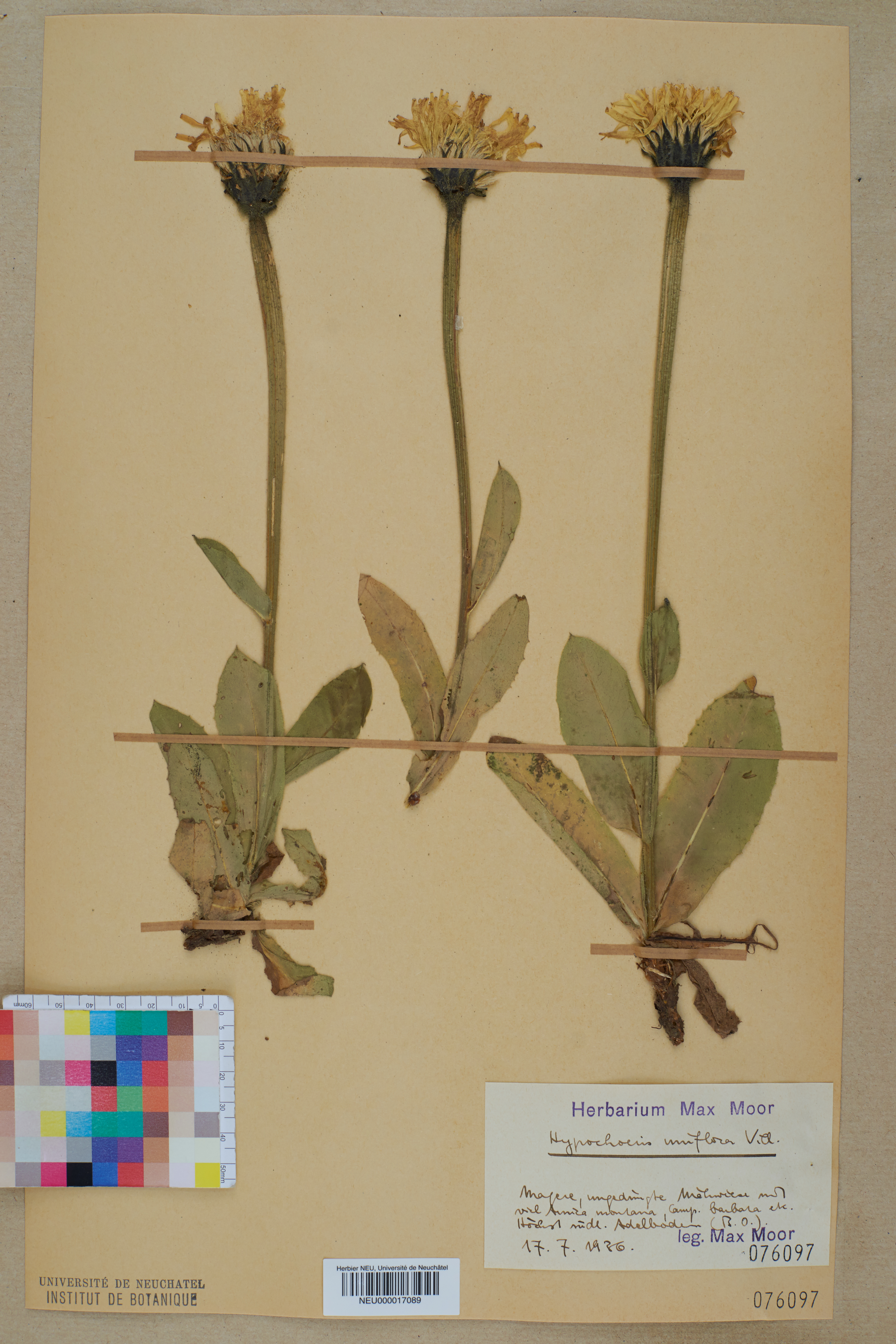
Herbarbelege

### Vegetative Merkmale
Das Einköpfige Ferkelkraut ist eine sommergrüne, ausdauernde krautige Pflanze, die Wuchshöhen von 15 bis 50 Zentimetern erreicht. Der Stängel ist aufrecht, einfach, einköpfig, selten zweiköpfig, reichlich steif behaart, blattlos oder wenigblättrig.
Die Stängelblätter sind steif und graufilzig behaart. Es wird eine grundständige Blattrosette aus zwei bis sieben Laubblättern gebildet, die zur Anthese stets vorhanden sind. Die Grundblätter sind ungestielt, lanzettlich bis schmal eiförmig, unregelmäßig und entfernt buchtig gezähnt, rau behaart und stets ungefleckt.

### Generative Merkmale
Die Blütezeit erstreckt sich von Juli bis September. Auf jedem wenigbeblätterten Stängel befindet sich nur ein endständiger körbchenförmiger Blütenstand. Das Stängelende ist unterhalb des Blütenkörbchens stark verdickt. Die Hülle ist fast kugelig. Die schwärzlich kraus behaarten äußeren und mittleren Hüllblätter sind bei einer Länge von 20 bis 25 mm lanzettlich und unregelmäßig gefranst. Die mittleren Hüllblätter sind nur fein zugespitzt. Auf dem Körbchenboden befinden sich linealisch-pfriemliche Spreublätter. Das Blütenkörbchen besitzt – mit den ausgebreiteten Blüten gemessen – einen Durchmesser von 3,5 bis 6 cm. Die Blütenkörbchen enthalten nur Zungenblüten, die zwittrig und hell goldgelb sind.
Die 1,5 cm langen Achänen enden in einem 3 bis 4 mm langen Schnabel. Der Pappus besteht aus einer einzigen Reihe gelblich-weißer, fedrige Borsten.
Die Chromosomenzahl beträgt 2n = 10.

## Ökologie
Blütenbesucher sind Käfer, Fliegen, Bienen und Falter.
Das Einköpfige Ferkelkraut ist Wirtspflanze für die Pilzart Puccinia hypochoeridis.

## Vorkommen
Es gibt Fundortangaben für Frankreich, Italien, die Schweiz, Liechtenstein, Österreich, Deutschland, Polen, Tschechien, Slowenien, die Slowakei, Rumänien und die Ukraine. 
Das Einköpfige Ferkelkraut tritt selten in den Sudeten auf. Im Alpenraum findet man es zerstreut, oft in individuenreichen, aber lockeren Beständen, und es gedeiht meist in Höhenlagen von 1500 bis 2500 Metern. In den Allgäuer Alpen steigt es bis zu einer Höhenlage von etwa 2100 Metern auf. Im Kanton Wallis erreicht es sogar die Höhenlage von 2600 Metern.
Das Einköpfige Ferkelkraut braucht kalkfreien, torfig-humosen, stickstoffarmen Lehmboden. Es besiedelt alpine Wiesen und Weiden sowie steinig-lückige, anmoorige Matten. Es ist eine Charakterart des Aveno-Nardetum aus dem Verband Nardion.
Die ökologischen Zeigerwerte nach Landolt et al. 2010 sind in der Schweiz: Feuchtezahl F = 3w (mäßig feucht aber mäßig wechselnd), Lichtzahl L = 4 (hell), Reaktionszahl R = 2 (sauer), Temperaturzahl T = 2 (subalpin), Nährstoffzahl N = 2 (nährstoffarm), Kontinentalitätszahl K = 3 (subozeanisch bis subkontinental).

## Systematik
Die Erstveröffentlichung von Hypochaeris uniflora erfolgte 1779 durch Dominique Villars in Prospectus de l’histoire des plantes de Dauphiné, S. 37. Synonyme für Hypochaeris uniflora Vill. sind: Achyrophorus uniflorus (Vill.) F.W.Schmidt, Trommsdorffia uniflora (Vill.) Soják.
Noch nicht endgültig geklärt war im 20. Jahrhundert die Stellung von Hypochaeris facchiniana Ambrosi, publiziert in Flora del Tirolo Meridionale, Band 2, S. 558, 1857. Sie wurde auch als Unterart Hypochaeris uniflora subsp. facchiniana (Ambrosi) Nyman zu Hypochaeris uniflora gestellt; ist aber vielleicht nur eine Synonym. Diese Sippe wurde in den Monti Lessini (Gebirge), am Schmalzkopf bei Nauders und an der Gaverdina bei Ledro beobachtet. Sie hat kleinere Blütenkörbe und die Hüllblätter sind am Rand kahl und ganzrandig. Sie wurde nach Franz Facchini, einem Arzt in Vigo di Fassa benannt, der Südtirol botanisch erforschte.